# 練馬区立光が丘四季の香小学校
練馬区立光が丘四季の香小学校（ねりまくりつ ひかりがおかしきのかおりしょうがっこう）は東京都練馬区高松5丁目にある公立小学校。

## 概要
光が丘地区にある学校では、児童数が減少し続け、それを解消するため、練馬区による区立学校適正配置第一次実施計画により、光が丘第一小学校と光が丘第二小学校が統合して開校した。

## 沿革
- 2008年（平成20年）5月29日 - 光が丘第一小学校・光が丘第二小学校統合準備委員会発足。
- 2009年（平成21年）
  - 3月5日 - 統合新校の校名を「練馬区立光が丘四季の香小学校」と決定。
  - 10月1日 - 校章制定。
- 2010年（平成22年）
  - 2月1日 - 校歌制定。
  - 3月31日 - 光が丘第一小学校・光が丘第二小学校廃校。
  - 4月1日 - 開校。開校式挙行。
  - 10月23日 - 開校記念式典挙行。
- 2015年（平成27年）10月19日 - 開校5周年記念児童集会開催[2]。
- 2020年（令和2年）10月10日 - 開校10周年記念式典挙行。

### この節の出典
- 学校沿革（光が丘四季の香小学校ホームページ内）

## 主な行事予定
- 4月 - 始業式、入学式
- 5月 - 離任式、運動会
- 6月 - 体力テスト
- 7月 - 1学期終業式
- 8月 - 2学期始業式
- 9月 - 連合水泳記録会（6学年）
- 10月 - 四季の香カーニバル、音楽会
- 11月 - 開校記念日
- 12月 - 2学期終業式
- 1月 - 3学期始業式
- 3月 - 卒業式、修了式

## 通学区域
出典
- 練馬区
  - 光が丘5丁目（全域）
  - 光が丘6丁目（全域）
  - 旭町1丁目（全域）
  - 高松5丁目（13番 - 24番）

## 学校周辺
- 光が丘パークタウン
- 旭町南地区区民館
- パークタウン公園南
- 四季の香公園
- 学校教育支援センター
- 光が丘公園
- 東京都道443号南田中町旭町線

## 交通アクセス
- 都営地下鉄大江戸線光が丘駅から、
  - A4出口から、徒歩約610m・約10分。
  - 西武バス「光31」・「土支田循環」の各系統で、「旭町南地区区民館」バス停まで4分、下車後徒歩。
- 西武バス
  - 「練高01」・「練高02」・「光31」・「土支田循環」の各系統で、「旭町南地区区民館」バス停から、徒歩約300m・約5分。
  - 「光31」系統で、「光が丘団地」バス停から、徒歩約390m・約6分。